# Castle Douglas
Castle Douglas är en ort i Storbritannien.   Den ligger i kommunen Dumfries and Galloway och riksdelen Skottland, i den centrala delen av landet, 500 km nordväst om huvudstaden London. Castle Douglas ligger 59 meter över havet och antalet invånare är 3 631.
Terrängen runt Castle Douglas är huvudsakligen platt, men söderut är den kuperad. Runt Castle Douglas är det ganska glesbefolkat, med 22 invånare per kvadratkilometer. Närmaste större samhälle är Dalbeattie, 6,8 km öster om Castle Douglas. Trakten runt Castle Douglas består i huvudsak av gräsmarker.